# Pasohstichus
Pasohstichus is een geslacht van vliesvleugeligen uit de familie Eulophidae. De wetenschappelijke naam van dit geslacht is voor het eerst geldig gepubliceerd in 1997 door Ikeda.

## Soorten
Het geslacht Pasohstichus is monotypisch en omvat slechts de volgende soort:
- Pasohstichus konishii Ikeda, 1997